# Thích Quảng Đức
Pour les articles homonymes, voir Duc (homonymie).
Hòa thượng Thích Quảng Đức, né Lâm Văn Tức en 1897 et mort le 11 juin 1963, est un bonze vietnamien, bouddhiste mahāyāna, célèbre pour s'être immolé par le feu le 11 juin 1963 à Saïgon, en signe de protestation contre la répression anti-bouddhiste ordonnée par le président catholique Ngô Đình Diệm.
Le cliché de la scène de l'auto-immolation, largement diffusé dans la presse internationale, fait dire au président John Fitzgerald Kennedy : « Aucune photo de presse n'a suscité autant d'émotion dans le monde que celle-ci ».
Elle vaut à son auteur, Malcolm Browne, le prix World Press Photo of the Year en 1963, et le prix Pulitzer en 1964, catégorie International Reporting, qui lui est conjointement décerné avec David Halberstam, autre journaliste américain à avoir couvert l'évènement.
Cette photo provoque un impact psychologique considérable sur l'opinion internationale, et met la pression sur le pouvoir vietnamien. Dans un premier temps, Diệm, promet des réformes, espérant calmer les bouddhistes. Mais les promesses ne sont pas tenues et la situation se détériore davantage. Et alors que les manifestations se poursuivent, les Forces spéciales de l'armée de la République du Viêt Nam, fidèles à Ngô Đình Nhu, le frère de Diem, mènent une répression féroce à l'échelle nationale. Elles détruisent de nombreuses pagodes et s'emparent du cœur de Thich Quảng Đức. D'autres moines, nonnes et laïcs vietnamiens s'immoleront ensuite. Les pertes humaines et matérielles sont considérables.
Finalement, ces excès conduisent les États-Unis à soutenir activement le coup d'État pour renverser Diệm, qui est assassiné le 2 novembre 1963,.

## Biographie

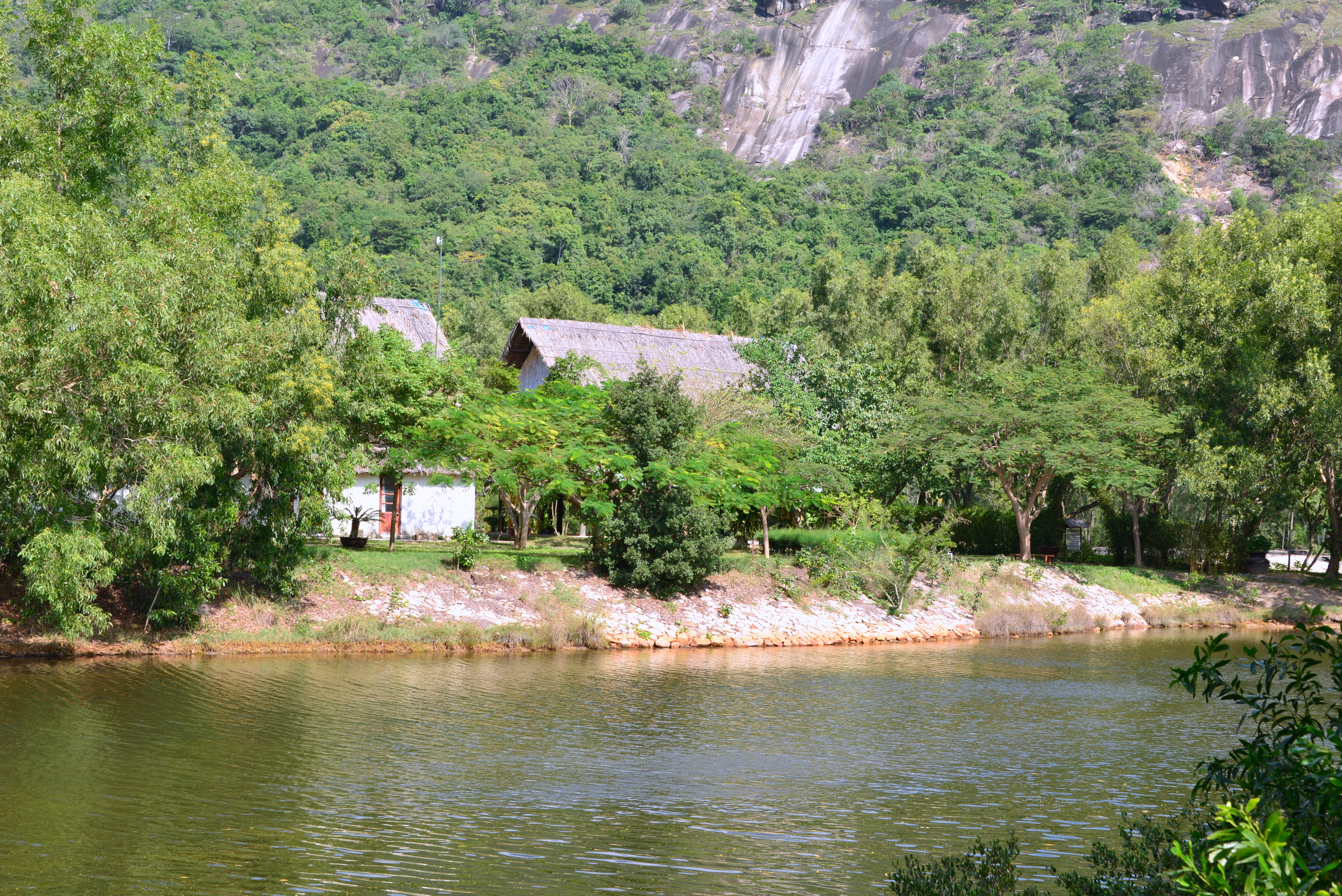
Ninh Vân, province de Khánh Hòa, Viêt Nam Au pied de la montagne.

Les informations sur la vie de Thích Quảng Đức proviennent de diverses organisations bouddhistes. D'après celles-ci, il est né dans le village de Hội Khánh, dans le district de Vạn Ninh de la province de Khánh Hòa au centre du Viêt Nam.
Son nom de naissance est Lâm Văn Tức. C'est l'un des sept enfants de Lâm Hữu Ứng, son père, et de Nguyễn Thị Nương, sa mère.
À l'âge de sept ans, il commence a étudier le bouddhisme auprès du Hòa thượng (« Très Vénérable » en vietnamien) moine Thích Hoằng Thâm, son oncle maternel qui devient son premier Maître spirituel. Celui-ci l'élève comme son fils. Par la suite, le jeune Lâm Văn Tức change son nom pour s'appeler désormais Nguyễn Văn Khiết.
À l'âge de quinze ans, il fait vœu de devenir shramanera (moine novice). Puis, à l'âge de vingt ans, il est ordonné moine (Bhikkhu) sous le nom dharmique de Thích Quảng Đức. Après son ordination, il décide de se retirer à la montagne, à proximité de Ninh Hòa, afin d'y faire une retraite en solitaire durant trois ans.
Au terme de cette période d'isolement, il décide de retourner à la vie sociale et fonde la pagode Thien Loc, située sur la même montagne,.
Ensuite, pendant deux ans, il mène une vie de moine itinérant dans le centre du Viêt Nam afin d'y diffuser l'enseignement du dharma, avant de se fixer à la pagode Sac Tu Thien An près de la ville côtière de Nha Trang.
En 1932, il est nommé inspecteur de l'Association bouddhiste de Ninh Hòa, puis inspecteur des moines de la province de Khánh Hòa. Durant cette période passée dans le centre du Viêt Nam, il assume en outre la responsabilité de la construction de 14 pagodes. En 1934, il s'installe dans le Sud, et parcourt les provinces pour y diffuser les enseignements du bouddhisme. Il se rend également au Cambodge, où, pendant deux ans, il étudie les enseignements de la tradition theravāda, avant de revenir au Viêt Nam, où il se réinstalle.
Il supervise la construction de dix-sept nouvelles pagodes, soit au total 31 lieux de culte érigés sous sa responsabilité. La dernière d'entre elles, dédiée à la déesse Quán Thế Âm (sanskrit IAST Avalokiteśvara), est située dans le district de Phú Nhuận, province de Gia Định, en banlieue de Saïgon (la rue dans laquelle elle a été construite, a été renommée rue Thich Quang Duc en 1975).
Après la période consacrée à la construction de ces édifices religieux, il est simultanément nommé président du Groupe des Experts des Cérémonies et Rites de la Congrégation des moines vietnamiens, et moine supérieur de la pagode Phuoc Hoa, qui était alors le siège de l'Association des Études Bouddhistes du Vietnam (AEBV).
Lorsque le siège de l'association sera transféré à la pagode Xá Lợi, alors principale pagode de Saïgon, il démissionnera de ses fonctions de moine supérieur.

## Contexte religieux

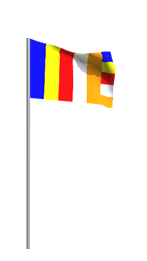
Drapeau bouddhique.

Les enquêtes démographiques de l'époque font ressortir qu'entre 70 et 90 % de la population vietnamienne est bouddhiste,,,.
Ngô Đình Diệm, qui appartient à la minorité catholique, mène une politique de discrimination à tous les niveaux de l'État : attribution des postes au sein des services publics, nomination des hauts-gradés de l'Armée, attributions de terrains, avantages fiscaux et commerciaux, favorisent exclusivement les membres de la communauté catholique. Un jour, oubliant — ou ignorant — qu'il s'adressait à un officier supérieur bouddhiste, Diem lui dit : « Placez vos officiers catholiques aux postes sensibles. On peut leur faire confiance ! ».
De nombreux officiers se convertissent au catholicisme afin de favoriser leurs carrières. En outre, dans les villages, les armes à feu d'auto-défense ne sont distribuées qu'aux paysans convertis. Certains prêtres entretiennent leurs propres milices armées, convertissent de force, pillent les villages et brûlent les pagodes. Ceci en toute impunité, car les autorités gouvernementales ferment les yeux sur leurs agissements.
Le statut particulier « privé », qui avait été imposé par l'administration coloniale française, et dont l'obtention était nécessaire pour être autorisé à organiser ou participer à des activités relevant du bouddhisme, a été abrogé par Diệm. D'autres avantages ne sont accordés qu'aux villages catholiques : exemption des « travaux-corvées » d'intérêt général, répartition préférentielle de l'aide matérielle accordée par les États-Unis. Les villages bouddhistes ne reçoivent que la portion congrue. L'Église catholique romaine, le plus grand propriétaire foncier du pays, bénéficie d'exemption fiscale et n'est pas soumise à la réforme agraire. Le drapeau du Vatican est arboré à l'occasion de tous les événements publics célébrés au Sud-Vietnam. En 1959, Diệm dédie le pays à la Vierge Marie,.

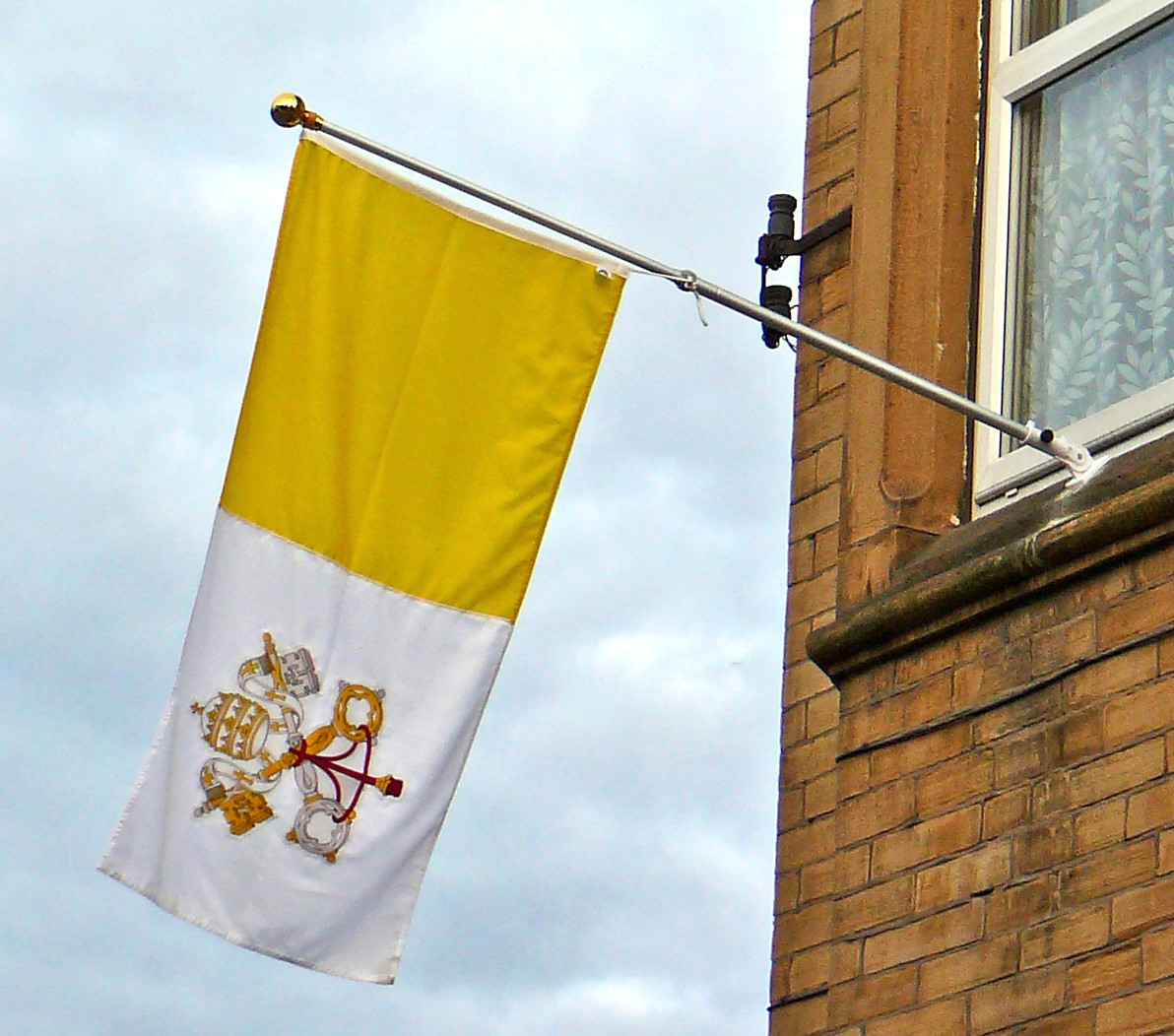
Drapeau du Vatican.

Mais début mai 1963 le mécontentement des bouddhistes est à son comble, à la suite de l'interdiction de déployer leurs bannières à l'occasion de Vesak qui célèbre l'anniversaire du Bouddha historique. Cette décision est prise par le frère aîné de Diệm, le cardinal Ngô Đình Thục, archevêque de Huế, qui encourage tous les catholiques à agiter ce jour-là le drapeau du Vatican.
Bravant l'interdiction, une foule se forme et se dirige vers la station de la Radiodiffusion nationale. Les troupes gouvernementales tentent en vain de les stopper et tirent sur les manifestants. Neuf personnes sont tuées. Diệm refuse d'en assumer la responsabilité, qu'il attribue au Vietcong communiste. Ce déni ne fait qu'attiser la colère des bouddhistes, lesquels manifestent de plus en plus, réclamant l'égalité religieuse que Diệm leur refuse.

## Le jour de l'acte

### Avant l'acte
Le 10 juin 1963, un porte-parole des bouddhistes informe les reporters américains qui sont à Saïgon, que « quelque chose d'important » va se dérouler le lendemain matin, à proximité de l'Ambassade du Cambodge. Bien que la « crise bouddhiste » (en vietnamien : Biến cố Phật giáo) » dure déjà depuis plus d'un mois, la plupart d'entre eux n'accordent aucune attention particulière à cette information. À l'exception de quelques uns, dont David Halberstam du New York Times, et Malcolm Browne, chef du bureau de l'Associated Press à Saïgon. Le matin suivant, mardi 11 juin, ils sont présents sur les lieux.
En fin de matinée, ils voient arriver une voiture, une Austin Westminster sedan de couleur bleu ciel, qui roule au pas, suivie d'environ trois-cent-cinquante moines et nonnes bouddhistes, répartis en deux colonnes. La procession s'est élancée d'une pagode proche. Ils portent des bannières, sur lesquelles ils dénoncent, écrit en vietnamien et en anglais, les persécutions que subissent les bouddhistes, et demandent au gouvernement de respecter les promesses faites en matière d'égalité religieuse.
Le véhicule s'immobilise au carrefour des rues Phan Đình Phùng et Lê Văn Duyệt (maintenant rues Nguyễn Đình Chiểu et Cách Mạng Tháng Tám), non loin du palais présidentiel (aujourd'hui palais de la réunification). Trois moines en descendent. Le premier place un coussin au milieu de la rue ; le second ouvre le coffre de la voiture d'où il retire un bidon rempli d'essence ; le troisième est Thích Quảng Đức, qui va calmement s'asseoir sur le coussin, en position du lotus, posture traditionnelle de méditation.
Le second moine lui asperge l'essence sur la tête, jusqu'à la dernière goutte, puis va rejoindre le cercle des processionnaires qui s'était formé autour de Đức, qui fait tourner entre ses doigts les grains de bois d'un chapelet, tout en prononçant : « Nam mô A Di Đà Phật ! ("Louange au bouddha Amitābha !"). Enfin, il craque une allumette qu'il laisse tomber sur lui-même. Ses robes et son corps s'enflamment. Un nuage de fumée noire se forme autour de lui et l'enveloppe,.
Quelques jours avant son geste, il avait rédigé le texte suivant (extrait) :

« Avant de clore les yeux et de me diriger vers la vision du Bouddha, j'implore respectueusement le président Ngô Đình Diệm de faire preuve de compassion auprès de tous les membres de la Nation, et d'instaurer le principe de l'égalité religieuse, afin de maintenir éternellement la force de notre pays. Je demande aux moines et aux nonnes ainsi qu'aux membres laïcs du Sangha, d'être solidaires entre eux et de tout faire pour protéger le bouddhisme. »

L'acte d'auto-immolation, ainsi qu'il s'est déroulé, a été le fruit d'une décision collégiale, prise par l'ensemble du corps monastique. Un autre moine s'était porté volontaire pour l'accomplissement final. Mais la qualité de Hòa thượng (Très Vénérable) de Thích Quảng Đức a prévalu pour la désignation.
Le journaliste David Halberstam (a qui sera décerné le Prix Pulitzer en 1964, conjointement avec le photographe Malcolm Browne, Catégorie ‘International reporting', pour leur couverture de l'évènement), écrira plus tard :

« Je devais revoir cette scène, mais une fois suffisait. C'était un être humain qui se consumait. Son corps se desséchait lentement, se ratatinait, sa tête noircissait et se carbonisait. Une odeur de chair humaine en train de se calciner se répandait dans l'air. Étonnamment, les êtres humains brûlent rapidement. Derrière moi, je pouvais entendre les sanglots des Vietnamiens qui s'étaient rassemblés. J'étais trop choqué pour pouvoir pleurer, trop ému pour pouvoir prendre des notes ou poser des questions, trop abasourdi pour pouvoir penser. Tandis qu'il brûlait, aucun de ses muscles ne bougea, il ne fit aucun mouvement, n'émit aucun son. Son impassibilité contrastait avec les lamentations de ceux qui assistaient à la scène. »

### Après l'acte
Les personnes présentes sont pétrifiées et restent silencieuses. Mais certaines se mettent à pleurer et prient. De nombreux moines, nonnes et laïcs, tout aussi choqués, se prosternent devant le corps calciné.
Dans un microphone, un moine répète, en anglais et en vietnamien : « Un moine bouddhiste s'est immolé ! C'est un martyr ! ». Environ dix minutes plus tard, le corps, complètement carbonisé, finit par basculer de lui-même sur le côté gauche. Quand il n'y a plus de flammes, plusieurs moines l'enveloppent dans des robes jaunes, le soulèvent et essaient de le placer dans un cercueil. Mais un bras rigidifié ne pouvant être redressé dépasse, et c'est ainsi qu'il est transporté à la pagode Xá Lợi, située au centre de Saïgon. À l'extérieur de celle-ci, des étudiants déploient des banderoles sur lesquelles on peut lire écrit en vietnamien et en anglais : « Un moine bouddhiste s'est immolé pour nos cinq demandes ! ».
Vers 13 h 30, environ un millier de moines se rassemblent à l'intérieur, tandis qu'à l'extérieur, une immense foule d'étudiants pro-bouddhistes forme une barrière humaine autour de la pagode. Peu après, la réunion s'achève, et les moines, à l'exception d'une centaine, quittent lentement l'enceinte. Des laïcs se joignent à eux pour retourner vers le lieu où s'est déroulé l'acte. La police reste à proximité jusqu'à 18 h. Trente nonnes et six moines sont arrêtés pour avoir pris part à un rassemblement de prière dans la rue. Les policiers encerclent la pagode Xá Lợi, pour en bloquer le passage, donnant ainsi l'impression de préparer un siège armé, car ils sont revêtus d'équipements anti-émeute.

## Conséquences immédiates et funérailles

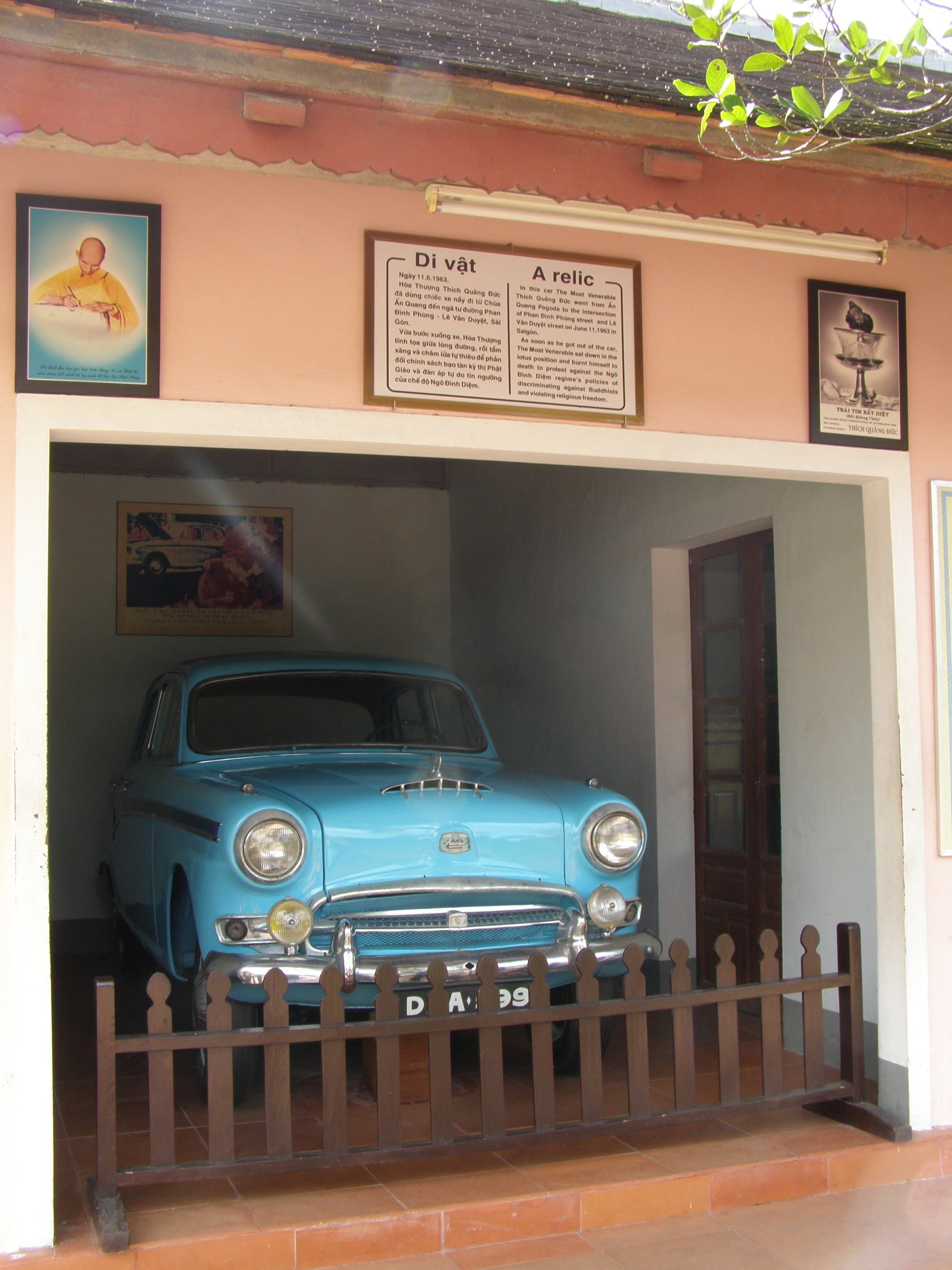
L'Austin Westminster Sedan utilisée par Thich Quang Duc le 11 juin 1963. Désormais exposée dans le parc de la pagode Thiên Mụ (pagode de la Dame céleste) à Hué (Photo prise le 12 novembre 2013).

### Conséquences immédiates (11-16 juin)
Après l'évènement, les États-Unis augmentent la pression sur les autorités vietnamiennes, plaidant pour une reprise des négociations avec les responsables bouddhistes.
Dès l'annonce de la mort de Thích Quảng Đức, Diệm annule une réunion d'urgence de son gouvernement, qui était prévue à 11h30, pour y discuter de la crise bouddhiste. Il préfère rencontrer individuellement chacun de ses ministres.
William Trueheart, l'ambassadeur américain intérimaire, met en garde Nguyễn Đình Thuận (en), le secrétaire d'État de Diệm, et lui dit que « la situation étant désespérée et dangereusement proche du point de rupture, il y a nécessité urgent de trouver un accord avec les bouddhistes », au sujet des cinq requêtes de leur manifeste.
Le secrétaire d'État américain Dean Rusk informe son ambassade, que la Maison-Blanche annoncera publiquement qu'elle se désolidarisera d'avec le Régime, à défaut d'accord dans les plus brefs délais.
Le 16 juin, le communiqué joint (Joint Communiqué), qui entérine les concessions faites aux bouddhistes, est signé par les deux parties.

### Funérailles (19 juin)
Le jour des funérailles, fixées au samedi 15 juin, plus de quatre mille personnes se rassemblent à l'extérieur de la pagode Xá Lợi, pour demander le report de la cérémonie.
C'est finalement le 19 juin, que ses restes sont transportés dans un cimetière situé à seize kilomètres au sud de la ville. Après une seconde crémation, la cérémonie funéraire a lieu.
Suivant les termes du communiqué joint, signé trois jours plus tôt, et l'accord convenu entre les responsables bouddhistes et la police, environ cinq-cents moines sont autorisés à assister à la cérémonie.

## Cœur intact et symbolisme

### Cœur intact
Le corps de Thích Quảng Đức est incinéré une seconde fois avant les funérailles. Mais le cœur n'est pas réduit en cendres. Il reste intact, calciné. De ce fait, considéré comme sacré, il est déposé dans un calice en verre, lequel est placé sur l'autel principal de la pagode Xá Lợi. Ce cœur, qui a résisté deux fois aux flammes, est aux yeux des bouddhistes l'expression absolue de la compassion. Ainsi révèrent-ils Đức comme un Bodhisattva (en vietnamien Bồ Tát), qu'ils désignent par l'appellation Bồ Tát Thích Quảng Đức (Bodhisattva Thích Quảng Đức),,,.
Mais Diệm ne veut pas que cet élan de dévotion se développe. Le 21 août, les Forces spéciales de l'armée de la République du Viêt Nam, de Ngô Ðình Nhu, prennent d'assaut la pagode Xá Lợi. Des moines et nonnes tentent en vain d'en barricader l'accès. Plusieurs sont frappés et blessés sans ménagement. Les soldats saccagent l'autel principal. Leur objectif est de s'emparer du calice contenant le cœur calciné.
Ils y parviennent sans difficulté, mais ne peuvent accomplir entièrement leur mission : deux moines réussissent à s'échapper avec l'urne contenant les cendres et franchissent la clôture située à l'arrière. Peu après, ils trouvent asile auprès de la mission militaire américaine basée non loin.
Simultanément, dans toutes les régions du pays, de nombreuses pagodes sont également mises à sac par les forces spéciales,.
Après la réunification du Vietnam, le cœur de Đức a brièvement été exposé sur l'autel principal de la pagode Xa Loi. Il n'était, et n'est toujours pas visible de façon permanente, mais seulement en certaines occasions. Dans un délai non précisé, il devrait être transféré à la pagode Nationale du Vietnam (Việt Nam Quốc Tự Pagoda), située au 244 de la rue Ba tháng Hai, dans le 10e arrondissement de Hô Chi Minh-Ville, qui est le nouveau siège des autorités bouddhiques.

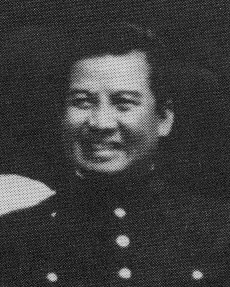
Le prince Norodom Sihanouk au Cambodge en 1956.

### Symbolisme
L'ambassadeur William Trueheart et l'attaché d'ambassade Charles Flowerree émettent l'hypothèse que le choix du lieu d'auto-immolation à proximité de l'ambassade du Cambodge, plutôt que d'être une coïncidence, est peut-être un choix mûrement calculé à valeur symbolique qui a permis aux bouddhistes d'exprimer leur solidarité avec le gouvernement cambodgien du prince Norodom Sihanouk. Car à ce moment, les relations entre les deux pays étaient tendues, à la suite d'un discours prononcé le 22 mai par Sihanouk (soit trois semaines plus tôt), dans lequel il accusait Diệm de maltraiter les bouddhistes vietnamiens et les Khmers minoritaires. En réaction, un article publié le 9 juin dans le journal pro-gouvernemental Times of Vietnam, affirme que des moines bouddhistes cambodgiens encouragent depuis le début la crise bouddhiste, dans le cadre d'un complot fomenté par le Cambodge dans le but de répandre sa politique étrangère neutraliste au Sud-Vietnam.
Flowerree souligne que Diệm « se hâte toujours de conclure que toutes les actions menées par les bouddhistes, sont en fait dirigées en sous-main par le Cambodge ».

## Réactions du pouvoir

### Réaction de Diệm

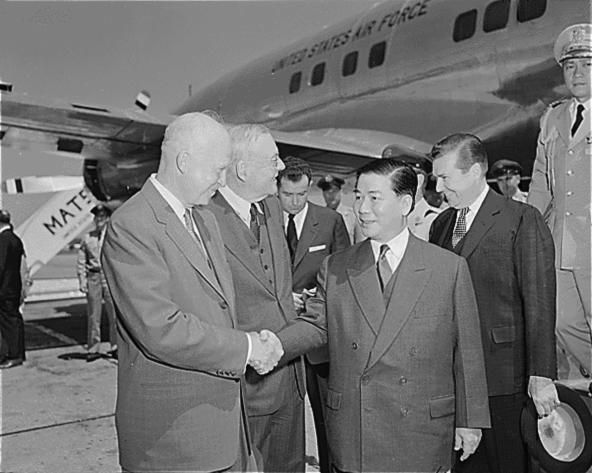
Ngo Dinh Diem et le Président des États-Unis Dwight D. Eisenhower à Washington, le 5 août 1957.

Le jour même de la mort de Đức, à 19 heures, Diệm fait une déclaration à la radio. Il dit être profondément troublé par cet événement et appelle à la sérénité et au patriotisme. Il annonce la reprise des négociations avec les bouddhistes et affirme également qu’au stade actuel, les négociations avaient bien progressé dans une période de tension religieuse. Il souligne le rôle de la philosophie de l’Eglise catholique, et fait valoir l’esprit de la théorie de la dignité de la personne, dans son exercice du pouvoir. Il se plaint que les extrémistes dénaturent les faits et affirme « les bouddhistes peuvent s’appuyer sur la constitution, en d’autres termes, sur moi ! »

### Réaction de l’armée
L’armée s’empresse de répondre à l’appel de Diệm et met en scène des manifestations de soutien afin d’isoler les officiers dissidents. Trente officiers supérieurs, sous les ordres du général (Lê Văn Tỵ (en)), signent une déclaration commune par laquelle ils affirment leur résolution de remplir toutes les missions qui incombent à l’armée, pour la défense de la constitution et de la république. Mais en réalité cet engagement n’est qu’un masque, qui dissimule un complot visant à déposséder Diệm du pouvoir. Certains des signataires, allaient en effet prendre personnellement part au coup d’État de novembre, qui conduira au double assassinat des deux frères. Les principaux instigateurs de la conspiration, les généraux Dương Văn Minh et (Trần Văn Đôn (en)), respectivement conseiller militaire présidentiel et chef de l'armée, sont à l’étranger le jour de l’officialisation de la déclaration.

### Réaction de Madame Nhu

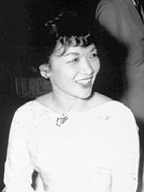
Madame Nhu, le 12 mai 1961.

Madame Nhu, née dans une famille bouddhiste, se convertit au catholicisme afin de se marier avec Ngô Đình Nhu, frère cadet du président célibataire. Ainsi, elle est de fait considérée comme étant la « première dame » du Sud-Vietnam. Après la mort de Đức, elle dit « qu’elle applaudirait au spectacle d’un autre moine barbecue ». Quelques jours plus tard, le gouvernement de son beau-frère prétend que le moine a été drogué et poussé au suicide, accusant nommément le photographe Malcolm Browne de l’avoir corrompu pour qu’il accepte de s’auto-immoler,,.

## Double impact politique et médiatique

### Impact politique
Les photographies de l’évènement prises par Malcolm Browne se répandent rapidement dans les agences de presse et salles de rédaction du monde entier. Dès le lendemain, elles font la une des journaux et magazines. L’auto-immolation sera par la suite considérée comme ayant été à la fois le tournant de la crise bouddhiste et un point crucial dans la chute du régime.
Selon l’historien Seth Jacobs, « Đức a réduit en cendres l’expérience américaine de Diệm. Aucune plaidoirie n’aurait pu restaurer son image, les photos de Browne ayant trop profondément marqué les esprits. ».
Pour l’historienne Ellen J. Hammer, « cet évènement a évoqué les images sombres de persécutions et d’horreur qui correspondent à une réalité asiatique incompréhensible pour les Occidentaux. ».
Le journaliste et diplomate américain John Mecklin, qui exerce la fonction d’agent responsable des affaires publiques à l’ambassade américaine de 1962 à 1964, déclare « Cette photographie a provoqué un effet-choc, dont les conséquences ont été d’une valeur incalculable pour la cause bouddhiste, devenant un symbole de l’état de la situation au Vietnam. »
Le chef en exercice de la division extrême-orientale de la CIA, William Colby, déclare « Diệm, en gérant très mal la crise bouddhiste n’a fait que l’aggraver. Mais je ne pense pas que d’autres à sa place auraient pu mieux faire que lui, après l’immolation du bonze. ».
Le président John Fitzgerald Kennedy, dont le gouvernement est le principal bailleur de fonds du régime de Diệm, apprend les circonstances de la mort de Đức en lisant les journaux du matin, alors qu’il s’entretient au téléphone avec son frère Robert F. Kennedy, le procureur général de son administration, au sujet de la crise ségrégationniste en Alabama. Il interrompt la conversation et s’exclame « Jésus-Christ ! » Plus tard, il dira : « Aucune photo de presse n'a suscité autant d'émotion dans le monde que celle-ci. ».
Le sénateur démocrate de l’Idaho Frank Church, un des membres de la Commission des affaires étrangères du Sénat, déclare quant à lui que « Nul n’a été témoin d’une scène aussi macabre depuis les martyrs chrétiens qui avançaient main dans la main dans les arènes romaines.».

### Impact médiatique
En Europe, durant les années 1960, les photographies prises par Malcom Browne sont vendues dans les rues au format carte postale. La Chine communiste en diffuse et distribue des millions d’exemplaires en Asie et en Afrique, pour dénoncer l’« impérialisme américain.»
Si pour Browne et l’Associated Press (AP), les photos constituent un succès de marketing, pour Ray Herndon, le correspondant local de l’agence United Press International (UPI), c’est l’occasion de se faire sévèrement réprimander par son employeur, car le jour de l’événement il a oublié de prendre son appareil photo. L’UPI estime avoir perdu quelque 5 000 abonnés à Sydney, ville comptant alors environ entre 1,5 et 2 millions d’habitants, qui s’informent désormais auprès d’AP.
Le quotidien en langue anglaise Times of Vietnam, journal pro régime contrôlé par Diệm, multiplie les attaques à l’encontre des journalistes étrangers et des bouddhistes. Deux titres d’articles publiés en donnent un aperçu : « Le Politburo de la pagode Xá Lợi fait de nouvelles menaces » ; « La conspiration meurtrière des moines .» Le rédacteur d’un autre article s’interroge sur le type de relations que peuvent entretenir les moines et la presse, et pose la question « Pourquoi y a-t-il tant de jeunes filles qui s’agitent dès le matin en entrant et sortant de la pagode Xá Lợi ? », à laquelle il répond « Les moines mettent ces jeunes filles à la disposition des journalistes américains à des fins sexuelles. »
Après l’événement, la Westminster dans laquelle Đức est arrivé sur le lieu de l’immolation est ramenée à Hué, à la pagode de la Dame céleste (Chuà Thiên Mu). Une des photos de la scène, apposée sur le pare brise, devient une attraction touristique.
La photo de Browne deux fois primée est reproduite dans les médias depuis des décennies. L’événement du 11 juin 1963 continue d’être pris pour référence dans des films et des programmes télévisés.
Le coup d’État a lieu le 1er novembre 1963. Le lendemain, les frères Diệm et Nhu sont assassinés.

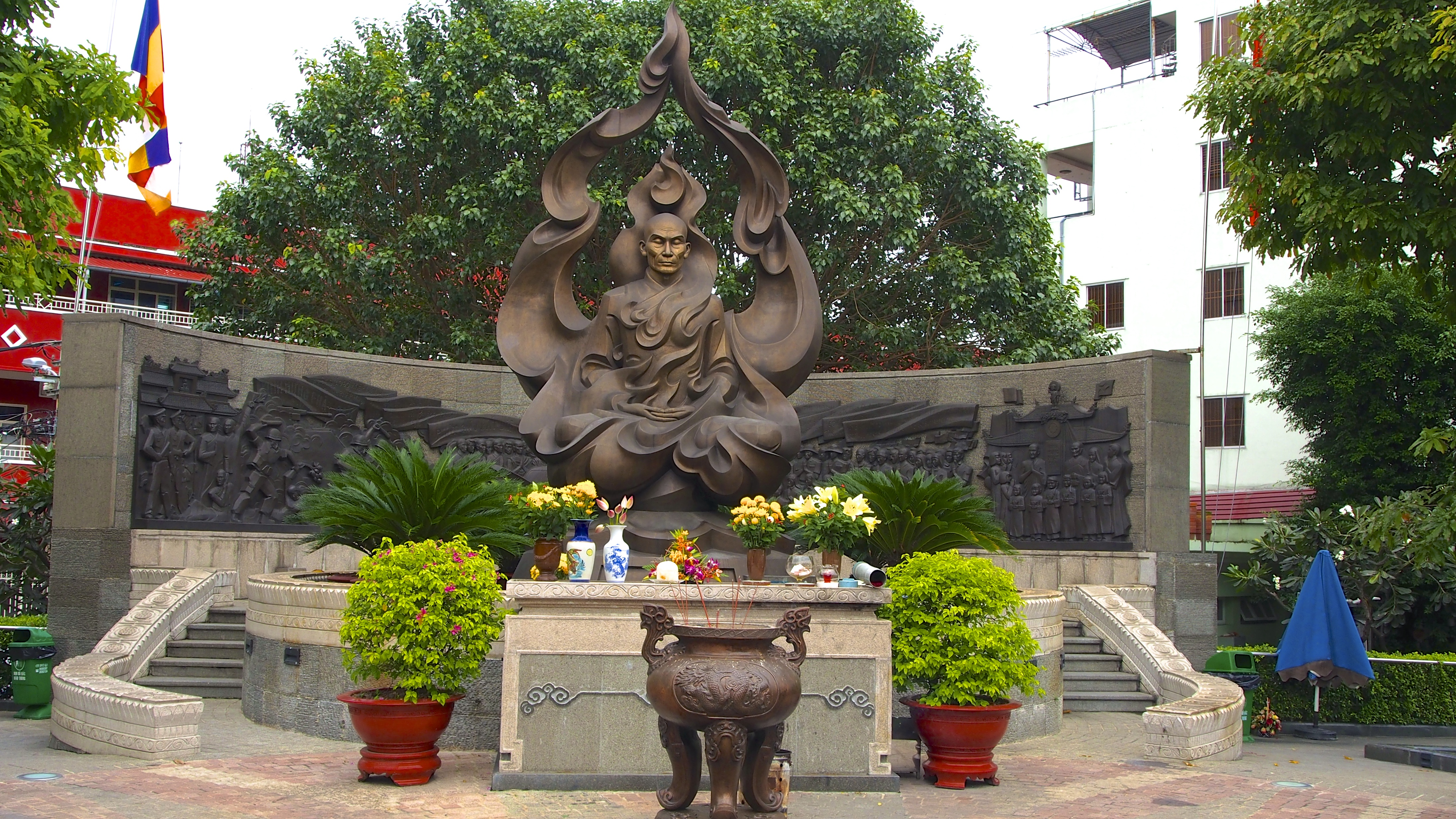
Monument commémoratif érigé au carrefour des rues où Thích Quảng Đức s'est auto-immolé le 11 juin 1963. (Photo prise le 21 octobre 2013).

## Précédents et influences

### Précédents

#### Au Viêt Nam
L’acte de Đức a profondément choqué les Occidentaux. Mais l’auto-immolation n’était pas sans précédent parmi les moines vietnamiens. De nombreux exemples avaient déjà été signalés depuis des siècles, lesquels ont été généralement accomplis en hommage au Bouddha Gautama. Le cas le plus récent a été enregistré au Nord-Vietnam, en 1950.
Pourtant, dès le début de la période coloniale, à la fin du XIXe siècle, les autorités françaises se sont efforcées de faire cesser ces pratiques. Sans réel succès. Plus tard, en 1920, elles ont réussi à empêcher un moine de s’auto-immoler à Hué ; mais finalement, celui-ci s’est laissé mourir de faim. Durant les années 1920 et 1930, les journaux de Saïgon ont fait état de nombreux cas similaires de la part de moines bouddhistes.

#### Autres pays
La plus ancienne mention documentée concernant des actes d’auto-immolation, se rapporte à cinq moines bouddhistes chinois, en 576, qui ont voulu protester contre les persécutions commises par le pouvoir impérial de la dynastie Zhou du Nord (557-581) (Liste des auto-immolations politiques (en)).
Toujours en Chine, en 1948, cette pratique a été observée dans la ville de Harbin. Un moine s’est assis en position du lotus sur un tas de sciure de bois et d’huile de soja, afin de s’auto-immoler, pour protester contre les mauvais traitements commis par le pouvoir communiste de Mao Zedong, à l’encontre des bouddhistes. Son cœur calciné est resté intact, comme le restera plus tard celui de Đức.
L’auto-immolation a été pratiquée dans plusieurs pays pour des raisons diverses, principalement politiques ou religieuses.

### Influences

#### Au Vietnam
Après Đức, les protestations des bouddhistes s’intensifient et cinq autres moines et nonnes suivent son exemple jusqu’à fin octobre 1963.

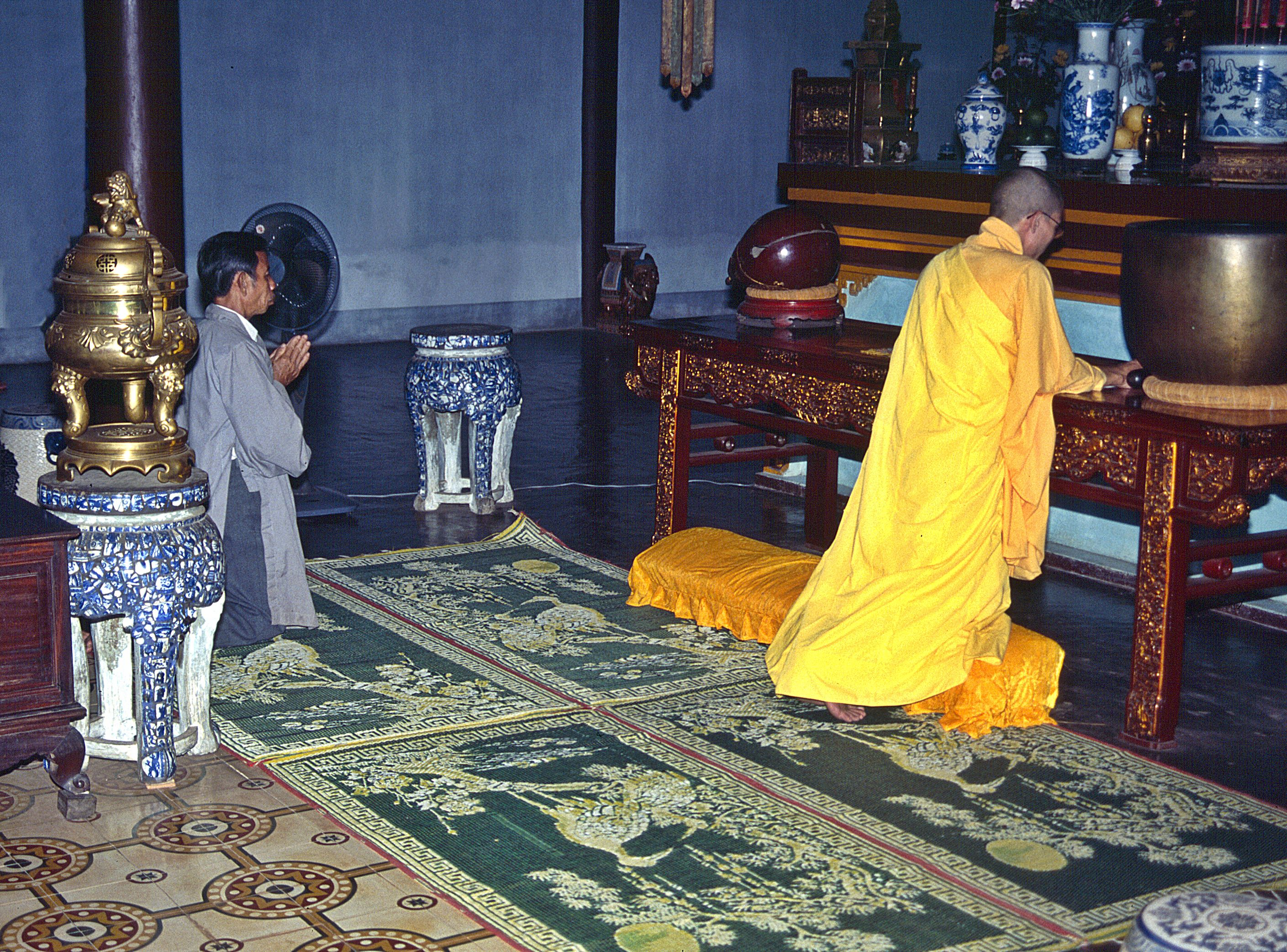
Moine bouddhiste à la pagode de la Dame céleste, à Hué. (Photo prise en 2000).

De 1963 à 1974 (soit un an avant la fin de la guerre du Vietnam, qui s’est terminée le 30 avril 1975), trente vietnamiennes et vietnamiens se sont auto-immolés, en signe de protestation contre l’occupation américaine (18 femmes et 12 hommes). La répartition pour les années concernées est la suivante (liste nominative et chronologique : Liste des auto-immolations politiques (en)) :
- 1963 : 5 (1 nonne et 4 moines) ;
- 1966 : 12 (6 nonnes, 4 moines, 2 laïcs) ;
- 1967 : 5 nonnes ;
- 1970 : 1 nonne ;
- 1971 : 4 nonnes et 2 soldats vétérans vietnamiens ;
- 1974 : 1 nonne.

#### Aux États-Unis
Entre 1965 et 1970 cinq personnes de nationalité américaine (2 femmes et 3 hommes), se sont auto-immolées en signe de protestation contre la guerre du Vietnam. En voici la liste chronologique :
1. Le 16 mars 1965 : Alice Herz, 82 ans, une activiste pacifique de longue date, s’immole dans une rue de Detroit (Michigan)[57].
2. Le 2 novembre 1965 : Norman Morrison, 31 ans, un pacifiste Quaker, s’asperge de kérosène qu’il enflamme lui-même, sous la fenêtre du troisième étage du Secrétaire d’État à la défense Robert McNamara, au Pentagone.
3. Le 9 novembre 1965 : Roger Allen Porte, 22 ans, étudiant, s’immole à l’extérieur de l’immeuble de l’ONU, à NewYork.
4. Le 15 octobre 1967 : Florence Beaumont, 55 ans, militante pacifiste, s’immole à l’extérieur de l’immeuble fédéral[Lequel ?], à Los Angeles.
5. Le 10 mai 1970 : George Winne. Jr, 23 ans, étudiant, s’immole sur le campus de l’Université de Californie, à San Diego. Il meurt de ses brûlures le lendemain.

Cas particulier : à Saïgon, en 1963, après l’acte de Đức, le jeune fils (âge non précisé) d’un officier de l’armée des États-Unis alors en poste à l’ambassade américaine, s’asperge d’essence et tente de s’immoler. Les flammes sont rapidement éteintes, mais il est gravement brûlé. Apparemment, son geste avait une motivation non-politique : il expliquera plus tard, qu’il « voulait voir à quoi ça ressemblait. ».

#### Autres pays
De nombreux pays ont été le théâtre de scènes d’auto-immolations, motivées par diverses raisons, souvent politiques ou religieuses, mais pas seulement. Plus de deux-cents occurrences ont été recensées pour la période commençant fin du IVe siècle jusqu’à 2018. Ce nombre n’est pas exhaustif, et ne fait état que des cas dont il a été trouvé trace dans des documents historiques, pour les plus anciens, et de ceux qui ont eu un écho médiatique, pour les plus récents.

## Postérité
- En 1963, le film documentaire italien Mondo Cane 2, l'incroyable Vérité, réalisé par Gualtiero Jacopetti et Franco Prosperi met en scène l'immolation du vénérable Quảng Đức. L'extrait de ce documentaire choc a été repris en boucle sur les chaînes de télévision, laissant à penser qu'il s'agissait de l'acte authentique du vénérable[59].
- La photographie de la mort de Thích Quảng Đức fut utilisée pour la couverture du premier album du groupe américain Rage Against the Machine en 1992.
- Le groupe américain Neurosis a également fait référence à cet événement dans un morceau intitulé Burning Flesh in the Year of Pig sur l'album Enemy of the Sun (en) de 1993.
- Le film Sept Psychopathes contient une biographie fictive du moine.
- Le film Watchmen : Les Gardiens fait référence à l'événement lors du générique de début du film, on peut voir un reportage fictif sur l'événement, le film étant une uchronie.
- La série d'animation South Park fait référence à l'événement dans l'épisode Chef pète les plombs où on peut voir Chef brûler un moine, après avoir fait référence à l'acte de Thích Quảng Đức.
- La série télévisée uchronique Le Maître du Haut Château fait référence à l’évènement dans l'épisode 4 de la saison 3: un moine bouddhiste s’immole par le feu lors d'une manifestation contre un embargo du pétrole dans un San Francisco contrôlé par l'empire du Japon.
- La marque Supreme a sorti un t-shirt à l'effigie du moine en train de brûler pour sa collection printemps/été 2017, appelé « Eternal Tee ».